# Lloyd Bentsen
Lloyd Millard Bentsen, Jr. (11 de febrero de 1921 - 23 de mayo de 2006) fue un senador de los Estados Unidos, electo en cuatro ocasiones, representando al estado de Texas y por Partido Demócrata. Fue candidato a vicepresidente en 1988, en la fórmula liderada por Michael Dukakis. En aquella campaña, durante un debate, pronunció la famosa frase Senador, usted no es Jack Kennedy dirigida a su contrincante Dan Quayle.
También sirvió en la Cámara de Representantes entre 1949 y 1955.
Fue Secretario del Tesoro de los Estados Unidos entre el 20 de enero de 1993 y el 11 de enero de 1995, designado por el presidente Bill Clinton.
- Datos: Q455401
- Multimedia: Lloyd Bentsen / Q455401